# Steve Heather
Steve Heather (* 1969 in Melbourne) ist ein australischer Jazz- und Improvisationsmusiker (Schlagzeug, Perkussion, Sampling, Komposition).

## Leben und Wirken
Heather studierte Perkussion und Improvisation am Victorian College of the Art in Australien (1991) und Performance Art am Institut DasArts in Amsterdam (2006). Heather arbeitete zunächst in den 1990er-Jahren in Melbourne; ab Ende des Jahrzehnts in den Niederlanden mit Susanne Abbuehl, Tobias Delius und mit Jorrit Dijkstra und Paul Pallesen im Trio Tone Dialing (Album Rigop Me, Cor Fuhler, Michael Moore, Ken Vandermark, Nate Wooley, Boris Hauf und Dan Peter Sundland), außerhalb des Jazz mit Vesna Pisarovic (With Suspicious Mind) und André Vida.
Im Bereich des Jazz listet ihn Tom Lord zwischen 1993 und 2018 eine Beteiligung an zehn Aufnahmesessions; weiterhin nahm er mit Lysn auf. Heather lebt in Berlin und arbeitet gegenwärtig in verschiedenen Projekten u. a. mit Andy Moor, Yannis Kyrialides, Joe Williamson, Thomas Meadowcroft, Boris Hauf, Martin Siewert, Burkhard Stangl sowie als Solist. Weiterhin komponiert und arbeitet er im Bereich Tanz, Theater, Film und Neue Medien. In seinen eigenen Musikprojekten spielt er von Avantgarde- und Free Jazz bis Noise und Drone.

## Diskographische Hinweise
- Cor Fuhler, Alex Waterman, Steve Heather, Jan Rokyta, Michael Moore: PPP5 (Conundrom, 2009)
- Ruby Ruby Ruby:  The Shadow of Your Smile (Zarek, 2009), mit Steve Heather, Margareth Kammerer, Derek Shirley
- Mrs Conception: Back in a Minute ... (gligg Records, 2013), mit Jan Roder, Tobias Delius, Axel Dörner
- Boris Hauf / Martin Siewert / Christian Weber / Steve Heather: The Peeled Eye (Shameless, 2016)
- Ken Vandermark, Nate Wooley, Jasper Stadhouders, Steve Heather: Shelter (Audiographic Records, 2017)
- Liz Kosack, Dan Peter Sundland & Steve Heather: Four Star Y (2024)